# Betty Mahmoody
Betty Mahmoody (* 9. června 1945 v Alma, Michigan) je americká spisovatelka, která se proslavila především prvotinou Bez dcerky neodejdu a angažmá v oblasti práv dětí.

## Život
V srpnu 1984 vycestovala Betty Mahmoody společně se svou čtyřletou dcerou Mahtob a svým mužem lékařem Bozorgem Mahmoodym, za jeho rodinou do Íránu na dvoutýdenní návštěvu. Ta se však změnila ve vězení, když se tam její manžel rozhodl zůstat a neumožnil Betty odcestovat zpět domů s jejich dcerou. O zážitcích ze svého pobytu v Íránu a útěku odtamtud napsala později Betty knihu nazvanou Bez dcerky neodejdu.